# Hộc Luật Kim
Hộc Luật Kim (chữ Hán: 斛律金, 488 – 567), tên tự là A Lục Đôn, người bộ tộc Hộc Luật, dân tộc Sắc Lặc ở Sóc Châu ; tướng lĩnh, khai quốc công thần nhà Đông Ngụy, Bắc Tề trong lịch sử Trung Quốc.

## Thời Bắc Ngụy
Ông kị của Kim là Bối Hầu Lợi, nhờ vũ dũng mà nổi danh, thời Bắc Ngụy Đạo Vũ đế đưa cả nhà đến xin nội phụ, được ban tước Mạnh Đô công. Ông nội là Phiên Địa Cân, Điện Trung thượng thư. Cha là Đại Na Khôi, Quang Lộc đại phu, Đệ nhất Lĩnh dân tù trưởng; trong những năm Thiên Bình (534 – 537), nhờ Kim hiển quý, nên được truy tặng Tư Không công.
Kim tính tình đôn hậu, khẳng khái, giỏi cưỡi ngựa bắn cung, biết phép dùng binh của người Hung Nô, nhìn cát bụi mà biết binh mã ít nhiều, áp tai xuống đất mà biết đoán quân địch xa gần.
Ban đầu, Kim làm quân chủ, cùng Hoài Sóc trấn tướng Dương Quân đưa chúa Như Như là A Na Khôi về phương bắc. Khôi thấy Kim săn bắn, vô cùng thán phục. Về sau Khôi vào cướp Cao Lục, Kim đánh bại ông ta.
Cuối những năm Chánh Quang (520 – 525), Phá Lục Hàn Bạt Lăng khởi nghĩa, Kim đưa quân đi theo, được ban Vương hiệu. Ông đoán Lăng cuối cùng sẽ thất bại, bèn đưa khoảng 1 vạn gia đình dưới quyền đến Vân Châu xin hàng, lập tức được thụ chức Đệ nhị Lĩnh dân tù trưởng.
Không lâu sau, ông đưa mọi người về phía nam ra Hoàng Qua Đôi, bị Đỗ Lạc Chu đánh bại, bộ hạ tan rã, Kim cùng anh trai Bình quy hàng Nhĩ Chu Vinh. Vinh cất nhắc ông làm biệt tướng, rồi dời sang làm đô đốc. Hiếu Trang đế lên ngôi, ông được phong Phụ Thành huyện nam, gia Ninh Sóc tướng quân, Truân kỵ hiệu úy. Ông theo đại quân đánh dẹp Cát Vinh, Nguyên Hiển, liên tiếp lập công, được gia Trấn nam tướng quân.
Khi bọn Nhĩ Chu Triệu lật đổ Hiếu Trang đế, Kim cùng bọn Lâu Chiêu, Xá Địch Can ngầm mưu với Cao Hoan để chống lại. Cao Hoan nam tiến đi đánh Nghiệp Thành, để Kim ở lại giữ Tín Đô, lĩnh Hằng Vân, Yên, Sóc, Hiển, Úy 6 Châu Đại đô đốc, ủy thác cho ông việc ở hậu phương.
Kim đánh phá Lý Tu, được gia Hữu Quang Lộc đại phu. Ông hội họp với Cao Hoan ở Nghiệp Thành, theo đại quân bình định Tấn Dương, truy kích tiêu diệt Nhĩ Chu Triệu.

## Thời Đông Ngụy
Năm Thái Xương đầu tiên (532), Kim làm Phần Châu thứ sử, Đương Châu đại đô đốc, tiến tước hầu. Ông theo Cao Hoan đại phá Hột Đậu Lăng Y Lợi ở Hà Tây. Năm Thiên Bình đầu tiên (534), nhà Đông Ngụy dời đô đến Nghiệp, sai Kim lĩnh 3 vạn quân đi trấn thủ Phong Lăng, đề phòng Tây Ngụy, sau đó bãi quan, trở về Tấn Dương.
Kim theo Cao Hoan giao chiến với Tây Ngụy ở Sa Uyển, thất bại trở về, vì lúc này Đông Ung Châu có nhiều thành bị Tây Ngụy chiếm cứ, nên sai Kim cùng bọn Úy Cảnh, Xá Địch Can giành lại.
Trong những năm Nguyên Tượng (538 – 539), Vũ Văn Thái cất đại quân xâm phạm Hà Dương, Cao Hoan soái quân chống lại, sai Kim đến Thái Châu, làm thế ỷ giốc. Kim đến Tấn Châu thì quân địch đã lui, sau đó cùng Hành đài Tiết Tu Nghĩa vây địch ở Kiều Sơn, không lâu sau, Cao Hoan đến, cùng nhau đánh dẹp xong, tiếp tục theo đại quân hạ được các thành Nam Giáng, Thiệu Quận.
Năm Vũ Định đầu tiên (543), Bắc Dự Châu thứ sử Cao Trọng Mật (tức Cao Thận) làm phản, đưa quân Tây Ngụy vào cướp Lạc Dương. Cao Hoan sai Kim thống lĩnh bọn Lưu Phong, Bộ Đại Hãn Tát cùng mấy vạn bộ kỵ giữ thành Hà Dương chống lại. Khi Cao Hoan đến, ông theo đại quân đánh bại Trọng Mật. Thu quân trở về, ông được ban chức Đại Tư Mã, cải phong Thạch Thành quận công, thực ấp 1000 hộ, chuyển làm Đệ nhất Lĩnh dân tù trưởng.
Năm thứ 3 (545), Cao Hoan ra quân tập kích Sơn Hồ (hay Kê Hồ), chia làm 2 đạo, lấy Kim làm Nam đạo quân tư, từ Hoàng Lư lĩnh tiến ra. Cao Hoan tự lĩnh bắc đạo, vượt Xích Hồng Lĩnh, hội họp ở Ô Đột thú, giáp kích phá địch. Trở về, ông ra làm Ký Châu thứ sử.
Năm thứ 4 (546), có chiếu cho Kim soái quân từ Ô Tô đạo gặp Cao Hoan ở Tấn Châu, theo đại quân đi đánh Ngọc Bích. Thất bại trở về, Cao Hoan sai ông tổng đốc đại quân, cùng ông ta trở về Tấn Dương.
Cao Trừng kế vị Cao Hoan, Hầu Cảnh chiếm cứ Toánh Xuyên, đầu hàng Tây Ngụy, có chiếu sai Kim soái bọn Phan Nhạc, Tiết Cô Duyên cố thủ Hà Dương để phòng bị. Tây Ngụy phái Đại đô đốc Lý Cảnh Hòa, Nhược Can Bảo lĩnh mấy vạn bộ kỵ, từ Tân Thành đến giúp Hầu Cảnh. Kim soái quân dừng lại ở Quảng Vũ để đợi địch, Cảnh Hòa nghe tin thì lui chạy. Ông trở về làm Tứ Châu thứ sử, rồi soái bộ hạ ở Nghi Dương đắp 3 đồn thú là Dương Chí, Bách Gia, Hồ Duyên, cắt đặt binh sĩ rồi trở về.
Hầu Cảnh đã trốn sang miền nam, Nghi đồng tam tư Vương Tư Chánh nhà Tây Ngụy còn ở Toánh Xuyên. Cao Trừng sai bọn Cao Nhạc, Mộ Dung Thiệu Tông, Lưu Phong soái quân đến vây đánh; lại sai Kim đốc bọn Bành Nhạc, Khả Chu Hồn Đạo Nguyên ra đóng quân ở Hà Dương, cắt đứt đường cứu viện của địch. Sau đó lại có chiếu gọi Kim đến Toánh Xuyên hội chiến.
Hạ được thành, sai Kim từ Ngạc Phản đưa gạo đến Nghi Dương. Cửu Khúc thú tướng Mã Thiệu Tông nhà Tây Ngụy chiếm giữ chỗ hiểm yếu chót vót, ông phá được, nhờ công được phong An Bình huyện nam.

## Thời Bắc Tề
Năm Thiên Bảo đầu tiên (550), Cao Dương lên ngôi, là Bắc Tề Văn Tuyên đế, phong Kim làm Hàm Dương quận vương, thứ sử như cũ. Mùa đông năm ấy, ông vào triều kiến ở cung Tấn Dương. Kim bệnh, Cao Dương đến tận nhà để thăm, ban cho thuốc men, sứ giả đi lại không dứt. Bệnh khỏi lại trở về Châu.
Năm thứ 3 (552), được ban chức Thái sư. Cao Dương chinh thảo người Hề, Kim đi theo đại quân. Trên đường trở về, Cao Dương ghé vào Tứ Châu, cùng ông săn bắn tiệc tùng rồi mới đi.
Năm thứ 4 (553), được giải chức ở Châu, mang hàm Thái sư trở về Tấn Dương. Xa giá đến tận nhà thăm Kim, lục cung cùng chư vương đi theo, bày rượu trỗi nhạc đến đêm mới thôi. Cao Dương rất vui, ban chiếu lấy con trai thứ hai của ông là Tiện làm Vũ vệ tướng quân, ban hôn cho cháu nội của ông là Vũ Đô (con trưởng của Hộc Luật Quang) lấy Nghĩa Ninh công chúa. Ngày làm lễ thành hôn, Cao Dương cùng Hoàng Thái hậu đến nhà Kim, Hoàng hậu, Thái tử và chư vương đều đi theo, đãi ngộ thân thiết đến như vậy.
Người Như Như bị Đột Quyết đánh bại, phân tán khắp nơi. Triều đình sợ họ xâm phạm biên cương, sai Kim soái 2 vạn quân đóng ở Bạch Đạo để phòng bị. Khi thủ lĩnh Đậu Bà Thổ Cửu Bị đem hơn 3000 hộ dân, muốn ngầm vượt sang phía tây, thám tử về báo, Kim đưa quân đuổi đánh, bắt hết bọn họ. Ông bắt được thám tử người Như Như, nắm được tình hình của họ, bèn dâng biểu thuật lại, nói rằng có thể thắng được giặc. Cao Dương vì thế soái quân cùng Kim thảo phạt người Như Như ở Thổ Lại, bắt được hơn 2000 hộ dân mà về. Ông tiến vị Hữu thừa tướng, ăn lộc Kiền của Tề Châu (nguyên văn: thực Tề Châu kiền ), dời sang làm Tả thừa tướng.
Hiếu Chiêu đế cướp ngôi, nạp cháu gái của ông làm Thái tử phi, lại có chiếu gọi ông làm triều kiến, cho phép xe Bộ Vãn  của ông đến tận bậc thềm.
Vũ Thành đế nối ngôi, đãi ngộ càng trọng, lại nạp cháu gái của ông làm thái tử phi. Con trưởng Quang làm Đại tướng quân, con thứ Tiện và cháu nội Vũ Đô đều làm Khai phủ nghi đồng tam tư, ra trấn thủ bên ngoài, các con cháu đều được phong hầu.
Nhà có 1 hoàng hậu (tức Hộc Luật hoàng hậu của Hậu Chủ Cao Vĩ), 2 thái tử phi, 3 công chúa, sủng ái rất mực, không ai bì kịp, Kim thường nói với Quang rằng: "Ta tuy không đọc sách, cũng nghe nói bọn ngoại thích Lương Ký ngày xưa không tránh khỏi diệt vong. Con gái nếu được sủng ái, thì các quý nhân đố kỵ; nếu không được sủng ái, thiên tử ghét lây (nhà ta). Nhà ta ôm tấm lòng trung mà lập công mới được phú quý, sao lại dựa vào bọn con gái?"
Năm Thiên Thống thứ 3 (567), hoăng. Vũ Thành đế cử ai ở Tây Đường, Hậu Chủ cử ai ở cung Tấn Dương. Tặng Giả hoàng việt, Sứ trì tiết, Đô đốc 12 Châu chư quân sự, Tướng quốc, Thái úy công, Lục thượng thư, Sóc Châu thứ sử, tù trưởng, vương tước như cũ, ban trăm vạn tiền, thụy là Vũ. Con là Quang kế tự.

## Dật sự
Trong trận Sa Uyển (537), quân Đông Ngụy đại bại, Cao Hoan không cam tâm, Hộc Luật Kim thấy quân địch sắp cắt đứt đường lui, lập tức quyết đoán giật cương con ngựa của Cao Hoan mà chạy, giúp cho quân đội Đông Ngụy nhanh chóng triệt thoái, không đến nỗi toàn bộ bị tiêu diệt.
Sau thất bại Ngọc Bích (546), Cao Hoan bày tiệc úy lạo tướng sĩ, sai Hộc Luật Kim dẫn xướng Sắc Lặc ca. Lời ca bi tráng, giọng ca hào sảng, khiến Cao Hoan nước mắt lưng tròng, cùng tướng sĩ hòa giọng hát theo, nhờ đó quân tâm được ổn định. Từ đây, Sắc Lặc ca trở thành một trong những bài dân ca nổi tiếng nhất trong lịch sử Trung Quốc.
Vào lúc lâm chung, Cao Hoan từng căn dặn Cao Trừng: "Hộc Luật lão tướng quân làm người chính trực, trung trinh không 2 lòng, con cần phải tín nhiệm ông ấy và những lão thần của ta."
Về cuối đời, Cao Dương trở nên hôn bạo, thường nảy ra ý muốn giết người. Có lần, ông ta cưỡi ngựa cầm mâu, 3 lần muốn đâm Hộc Luật Kim. Ông đau xót phẫn nộ, không có phản ứng, không chút sợ hãi, Cao Dương đành phải thu mâu về.
Mấy cha con Hộc Luật Kim thường ra ngoài săn bắn. Sau buổi săn, ông nhất định bắt các con giao ra những thứ đã bắt được. Con trưởng của Kim là Quang thì săn được ít hơn em mình là Tiện, ông lại nghiêm khắc trách mắng Tiện. Người ta không hiểu, Kim giải thích rằng: "Minh Nguyệt (tên tự của Quang) bắn trúng lưng của vật săn, Phong Nhạc (tên tự của Tiện) thì bắn tùy tiện, số lượng tuy nhiều, nhưng tài nghệ kém xa anh trai." Có 1 lần ông triệu tập đám con cháu lại thi tài bắn tên, sau đó đột nhiên khóc to mà nói rằng: "Minh Nguyệt, Phong Nhạc bắn tên không bằng ta, các cháu còn kém hơn chúng, xem ra nhà ta đến hồi suy bại rồi."